# Constellation Records
Constellation Records é uma gravadora independente canadense sediada em Montreal, Quebec. Lançou álbuns de muitas bandas de post-rock, incluindo Godspeed You! Black Emperor, Thee Silver Mt. Zion Memorial Orchestra e Do Make Say Think.

## Filosofia da etiqueta
O pacote do álbum Yanqui U.X.O. do Godspeed You! Black Emperor foi especialmente notável, contendo um extenso gráfico que demonstrava as ligações entre quatro grandes gravadoras — AOL Time-Warner, BMG, Sony, Vivendi Universal — e vários fabricantes de armas. Mais tarde, a banda se desculpou por algumas extensões do gráfico, admitindo que algumas de suas pesquisas eram imprecisas.
Em 25 de fevereiro de 2010, os fundadores da Constellation Records, Ian Ilavsky e Don Wilkie, assinaram, juntamente com 500 artistas, o apelo para apoiar a campanha internacional de Boicote, Desinvestimento e Sanções contra o Apartheid Israelita.
Em 2020, devido à pandemia da COVID-19, a gravadora anunciou que os artistas em seu elenco receberiam 100% da receita das vendas em sua loja virtual e no Bandcamp. A Constellation também anunciou que havia "reservado um fundo de contingência adicional para artistas afiliados a gravadoras que pudessem se encontrar em situações particularmente precárias ou terríveis nas próximas semanas/meses, e para outros trabalhadores precários em nossa economia cultural e comunidade próximas – locais de música independente, por exemplo".